# پلیزنت گروو، شهرستان ون بورن، آرکانزاس
پلیزنت گروو (به انگلیسی: Pleasant Grove) یک منطقهٔ مسکونی در ایالات متحده آمریکا است که در شهرستان ون بیورن، آرکانزاس واقع شده‌است. پلیزنت گروو ۲۴۴٫۱۵ متر بالاتر از سطح دریا واقع شده‌است.